# トライアル競走
トライアル競走（トライアルきょうそう）とは、公営競技の主要競走の出走順位の決定、あるいは優先出走権獲得を目指すいわゆる予選相当の競走のことをさす。単にトライアルと表記する方が多い。

## 競馬

### 中央競馬
中央競馬の場合、3歳のGI競走（皐月賞、東京優駿（日本ダービー）、菊花賞、桜花賞、優駿牝馬（オークス）、秋華賞、NHKマイルカップ）に直結する重賞、あるいは指定オープン特別競走で上位1〜3頭に入った競走馬に優先出走権利を与える競走を言う。なお与えられるのは優先的に出走できる権利であり、クラシック競走においてクラシック登録を行っていない馬が優先出走権を得た場合は、該当レースの出馬投票までに追加登録料を払って別途クラシック登録を行うことになる。
また、その権利を得ても行使せず辞退する事も可能だが、その場合でも繰り上がって優先出走権を得る補充は行なわれない（例えば、皐月賞1〜5着（のいずれかの）馬が東京優駿に進まずNHKマイルカップなどに出走する、故障したために放牧するなどで出馬投票しなかった場合でも、6着以下だった馬には優先出走権利が発生せず、賞金順や抽選によって出走可否が決定する）。
- 通常「トライアル競走」といった場合GI競走自体は含まないが、桜花賞と皐月賞は1〜5着まで、それぞれオークスと日本ダービーに優先出走権利が与えられるトライアルを兼ねている。
- なお、1994年までは優先出走権が与えられる競走のうち、「トライアル」のサブタイトルがつく競走は各GI競走に対し1つだけで、残りは（重賞を含めて）「○○（当該GI名）指定オープン競走」と表記されていた。
- 3歳以上の未出走馬・未勝利馬は原則的にオープンクラスの競走に出走できないが、皐月賞、東京優駿、桜花賞、優駿牝馬、NHKマイルカップのトライアル競走に限り出走が可能であり、重賞競走で2着以内、リステッド競走で1着になれば優先出走権を得ることができる。このため、0勝馬が先述のGIに出走・勝利する（例：青葉賞2着→東京優駿1着）ことも理論上は可能である。

| GI競走                   | 旧来からのトライアル競走 | 旧：指定オープン競走（GI除く）                      | 旧：指定オープン競走（GI除く） |
| GI競走                   | 旧来からのトライアル競走 | 重賞競走                                            | リステッド競走                 |
| ------------------------ | ------------------------ | --------------------------------------------------- | ------------------------------ |
| 桜花賞                   | フィリーズレビュー       | チューリップ賞                                      | アネモネステークス             |
| 皐月賞                   | スプリングステークス     | 弥生賞ディープインパクト記念                        | 若葉ステークス                 |
| NHKマイルカップ          | なし                     | チャーチルダウンズカップ ニュージーランドトロフィー |                                |
| 優駿牝馬（オークス）     | フローラステークス       |                                                     | スイートピーステークス         |
| 東京優駿（日本ダービー） | （NHK杯）                | 青葉賞                                              | プリンシパルステークス         |
| 秋華賞                   | ローズステークス         | 紫苑ステークス                                      |                                |
| 菊花賞                   | （京都新聞杯）           | セントライト記念 神戸新聞杯                         |                                |

また古馬の主要競走についても、そこへの優先出走権が得られる競走があるが、これらは「トライアル」ではなく「ステップレース」と呼ばれる。たとえば天皇賞（春）への出走を目指す馬は、そのステップレースとして1着馬に優先出走権が与えられる阪神大賞典や日経賞を使うことがある。もっとも、特に実績ある古馬の場合は優先出走権を得られなくとも収得賞金順で除外さえされなければ確実にGI競走に出走可能であるため、一流馬にとっては何としても上位入線を目指す予選というより本番のレースに向けた調整を目的とした叩き台とみなされる事が多い。
ただし地方競馬所属馬にとっては、当該競走を優勝（重賞の場合は2着以内に入線）することで優先出走権を獲得できるため、実際に予選として機能することとなる。また外国馬に対しては、2000年 - 2006年はジャパンカップで優勝すれば有馬記念の出走権が得られたほか、2008年からは凱旋門賞など4競走で上位に入った競走馬に対してジャパンカップの優先出走権が得られるようになっている。

### 地方競馬
地方競馬でも3歳限定競走やジャパンブリーディングファームズカップ（JBC）、および各主催者が自場で施行する全国交流・ダートグレード競走等に於いてトライアル競走を設定している。トライアル競走で優先出走権を得られるのは地方（自場）所属馬のみという条件がついている競走もある。

### 記録
- 1981年、中央競馬クラシック三冠トライアル競走においてサンエイソロンが3勝を挙げており、「トライアル三冠」と呼称された[11]。
- 1986年、その年の中央競馬牝馬三冠を達成したメジロラモーヌは三冠競走全てのトライアル競走も制している[12]。なお、牡馬・牝馬の三冠馬でトライアル三冠も達成しているのは同馬のみであり、三冠馬が三冠のトライアル競走全てに出走したケースも同馬のみである[13]。
- 1996年、ダンスインザダークが中央競馬クラシック三冠トライアル競走3勝を挙げている[14]。

なお、1987年にはマックスビューティーがチューリップ賞、サンケイスポーツ賞4歳牝馬特別、神戸新聞杯、ローズステークスを制しており、現代の制度に当てはめれば「トライアル四冠」を達成していることになるが、当時チューリップ賞と神戸新聞杯はトライアル競走に指定されていなかったため、同馬は「トライアル競走2勝」ということになる。

## 競輪

### ダービートライアル
1974年から1995年まで、日本選手権競輪で「ダービートライアル」が行われた。1974年と1975年については、予め選手選考委員会において選定された選手135名、1976年以降1995年までは同じ要領で216名が選抜され、これを各27名ずつに振り分けられた選手は、全国8ヵ所（1975年までは5ヶ所）に分かれて3日間競走を行った。これを1選手につき2場（1975年までは1選手3場）出走し、その合計獲得ポイントによって選考順位を決定し、上位27人は初日、2日目に行われる特別選抜戦（3レース）にシードされ、その上位各3名がゴールデンレーサー賞（全員が準決勝に進出）へと駒を進められるシステムであった。
ダービートライアル最終日の得点表
| - 決勝 - 1位 … 54 - 2位 … 52 - 3位 … 50 - 4位 … 48 - 5位 … 46 - 6位 … 44 - 7位 … 42 - 8位 … 40 - 9位 … 38 - 棄権 … 36 - 失格（欠場含む） … 34 | - 特選 - 1位 … 36 - 2位 … 34 - 3位 … 32 - 4位 … 30 - 5位 … 28 - 6位 … 26 - 7位 … 24 - 8位 … 22 - 9位 … 20 - 棄権 … 18 - 失格（欠場含む） … 16 | - 選抜 - 1位 … 18 - 2位 … 16 - 3位 … 14 - 4位 … 12 - 5位 … 10 - 6位 … 8 - 7位 … 6 - 8位 … 4 - 9位 … 2 - 棄権 … 0 - 失格（欠場含む） … -2 |

ダービートライアルが実施されていた頃の日本選手権競輪は、他の特別競輪と比較して、平均競走得点が相対的に低い選手であっても勝ち上がり戦に有利となりうるシステムとなっていた。一方でダービートライアルそのものの勝ち上がり方式に矛盾点が少なくなかった（例：初日1着、2日目7着で決勝進出が可能となるケースがあった）ことや、2回戦制となった1976年以降特に、1回戦である程度ポイントを稼いだ選手が、2回戦では欠場したり、出場権獲得がムリと分かった選手が、傍目から見て半ば無気力に走るケースが顕著化するなどの弊害が見られるようになったことから、1995年をもって廃止された。1996年以降、日本選手権競輪の出場要件は、前年の平均競走得点上位選手から順次選抜する方式に改められ、そして現在では選考期間（前年2月から当年1月までの12か月間）中の獲得賞金額上位選手から順次選抜する方式となり今日に至っている。

### ふるさとダービー・共同通信社杯・東西王座戦
2001年からグレード制が採用されるようになると、ふるさとダービーが読売新聞社杯全日本選抜競輪の、共同通信社杯競輪が朝日新聞社杯競輪祭の、東西王座戦は次年度の高松宮記念杯競輪の優先出走選手を決定するトライアルとして開催されるようになったが、ふるさとダービーは2005年から読売新聞社杯全日本選抜競輪のトライアル競走ではなくなった。なお共同通信社杯は現在も年1回のGII（準特別級）で開催されているが、他2つは現在、大会そのものが廃止されている。

### ガールズケイリン
ガールズケイリンにおいては、特別競走（格付けはFII）であるガールズケイリンコレクション5月ステージと、オッズパーク杯ガールズグランプリにおいて、それぞれ出場権を賭けたトライアルレースを実施した。だが、2023年度より新たにガールズケイリンにおいてもグレード制を導入し、トーナメント制GIを創設することとなったため、ガールズケイリンにおけるトライアルレースは2022年度限りで廃止となった。

#### ガールズケイリンコレクション
ガールズケイリンでは、GIレースを導入する前に行われていた特別競走のうちの一つであるガールズケイリンコレクションにおいて、5月ステージにて2018年から2023年にかけて、トライアルレースが行われた。トライアルレースでの成績に基づき出場正選手7名・補欠選手1名を選抜した。
選考期間である前年8月 - 10月における平均競走得点上位者42名を選抜し、14名ずつA組・B組・C組に分割。
- A組は、1位・6位・7位・12位・13位・18位・19位・24位・25位・30位・31位・36位・37位・42位の14名
- B組は、2位・5位・8位・11位・14位・17位・20位・23位・26位・29位・32位・35位・38位・41位の14名
- C組は、3位・4位・9位・10位・15位・16位・21位・22位・27位・28位・33位・34位・39位・40位の14名

各組が当年1月中旬〜2月上旬の間に行われる3日間制のトライアルレースのいずれかに出場し、初日・2日目の各予選レース（1日2レース×2日間）で獲得したポイント上位7名により行われた3日目の決勝レースにおける1着・2着（6名）と、各組決勝レース3着のうち選考期間における平均競走得点上位者1名の、計7名がガールズケイリンコレクション5月ステージの出場権を獲得した。なお、2022年のいわき平ステージでは、グループB（岸和田）が開催初日終了時点で中止打ち切りとなったため、特例で初日予選でのポイント1位であった2名に出場権が与えられた。

#### オッズパーク杯ガールズグランプリ
オッズパーク杯ガールズグランプリ（以下、ガールズグランプリ）においても、2018年から2022年にかけては競輪祭初日 - 3日目の3日間で2グループに分けてトライアルレースを実施し、その各グループ優勝者2名に対し優先して当年のガールズグランプリ出場権を与えていた。GIレース導入前の「ガールズケイリン特別競走」の一つであった。
選考期間である当年1月から8月において、まず平均競走得点の上位者14名を選抜し、次いでその平均競走得点上位者14名を含めた選手選考用賞金獲得額上位者28名を選抜。選考期間における平均競走得点が同点だった場合は同期間における選考用賞金獲得額の上位者を上位としたほか、選手の選抜にあたっては「ガールズケイリン特別レース出場選手の選抜方法に関する申し合わせ」も適用した。2019年から2022年までは、競輪祭でダイヤモンドレース（二次特別選抜予選競走）が行われていることに倣い、グループAは「トパーズ」、グループBは「アメジスト」と、それぞれ誕生石に因んで名称が付けられた。競輪祭初日・2日目に予選競走（各日に4レースずつ）を行い、その二日間の予選で獲得したポイント上位7名により3日目に決勝レースを行い、両グループとも優勝者1名が、当年のガールズグランプリ出場権を優先的に獲得した。また、2019年から2022年までは優勝者への副賞として「トパーズ」優勝者にはトパーズが、「アメジスト」優勝者にはアメジストが、それぞれ贈呈された。
ガールズグランプリトライアルレースの出場資格として、当年1月 - 8月における最低出走回数が32出走と定められていた。最低出走回数を満たさない場合や、ガールズグランプリトライアルレース開催期間中にあっせん停止・保留の処分を受ける場合は、平均競走得点や獲得賞金額が選考基準を満たしていても選考から除外された。なお、最低出走回数を満たしていない場合でも、それが公務と判断されれば例外規程が適用され出場できた。基本的に毎年7月以降に本格デビューする新人選手においても、デビュー直後の活躍次第でトライアルレースに特例で出場資格が与えられたこともあり、このトライアルレースで優勝すればデビュー年でガールズグランプリに出場、制覇することも可能であった。新人選手の場合、選考期間中（基本的に7月から8月の2か月間）の優勝回数が2回以上、かつ平均競走得点による序列が上位7位以内（この場合最低出走回数は、当該選手の選考期間1か月につき4出走を乗じて算出した回数とする）であれば選出された。実際に、2018年7月にデビューした114期では佐藤水菜が、2019年7月にデビューした116期では吉岡詩織が、2020年7月にデビューした118期では尾方真生が、それぞれ同年のトライアルレース出場選手として選出され、特に佐藤水菜は決勝レース2着と善戦した。
各年の優勝者はこちらを参照。
- 選考期間…当年1月 - 8月、選考…9月、最低出走回数…32出走

2023年より勝ち上がり方式を変更し、グループを統一して28名による4レース制トーナメント「競輪祭女子王座戦」へと移行し、併せてカテゴリもGIに格上げされた（優勝者がガールズグランプリ出場権を獲得）。

##### 決勝戦テレビ中継
2018年のみBSスカパーで中継があったが、決勝戦以外と2019年以降はSPEEDチャンネルのみの放送になっていた。

##### 賞金
以下は、第2回から第5回の決勝戦における各着順の賞金額。「トパーズ」、「アメジスト」ともに同額。
| 大会（年）      | 1着     | 2着    | 3着    | 4着      | 5着      | 6着      | 7着      |
| --------------- | ------- | ------ | ------ | -------- | -------- | -------- | -------- |
| 第2回（2019年） | 100万円 | 50万円 | 30万円 | 17.5万円 | 16.0万円 | 15.1万円 | 14.2万円 |
| 第3回（2020年） | 100万円 | 50万円 | 30万円 | 17.5万円 | 16.0万円 | 15.1万円 | 14.2万円 |
| 第4回（2021年） | 100万円 | 50万円 | 30万円 | 19.3万円 | 17.6万円 | 16.6万円 | 15.6万円 |
| 第5回（2022年） | 100万円 | 50万円 | 30万円 | 21.4万円 | 19.5万円 | 18.4万円 | 17.3万円 |

## ボートレース
年末に賞金獲得順上位18人を対象とする賞金王決定戦（GRAND PRIX）が行われるが、最終日の順位決定戦及びグランプリ優勝戦（賞金王決定戦競走）の出走枠を選定するための予選を「トライアル」と言う（シリーズ1日目と2日目が1st STAGE・3日目から5日目が2nd STAGEで各日、第11競走と最終の第12競走に実施される）。5日間の競走成績を得点に置き換えて、上位6人が決定戦、7位から12位は順位決定戦にコマを進める。尚、2009年迄は最終日の第11競走が順位決定戦・最終12競走が賞金王決定戦だったが2010年以降は順位決定戦を第10競走に移転させた。2012年に創設された賞金女王決定戦（女性選手の賞金獲得上位12人を対象とする大会）も同様のシステムとなっている。その他、これに直結するチャレンジカップ競走を賞金王決定戦出場のためのトライアル競走と位置づける場合もある。
また、2014年度からのボートレースの番組・競走格付けの変更に伴い、次の2競走もトライアルとみなされる場合もある。
- 賞金女王決定戦競走に付随するレディースチャレンジカップ競走
- ヤングダービー競走に付随するイースタン・ウェスタンヤング競走

## オートレース
年末にスーパースター王座決定戦が行われるが、この競走に出場する選手を選定するための予選を「トライアル」と言う。4日間の競走成績を得点に置き換えて、上位8人がスーパースター王座決定戦に出場できる。

## 主なスポーツ
ほとんどのスポーツはオリンピックと世界選手権の代表選考会を兼ねている。例えば日本のマラソンのオリンピック代表選考は、まず五輪の2～3シーズン前に行われる指定大会で好成績を収めた選手が、五輪前年に行われるマラソングランドチャンピオンシップの出場権を獲得し、そこで上位2着に入ると五輪日本代表に内定する。